# Mikkel Honoré
Mikkel Frølich Honoré, nascido a 21 de janeiro de 1997 em Fredericia, é um ciclista profissional dinamarquês que milita nas fileiras do conjunto Deceuninck-Quick Step desde 2019 depois de ter passado a temporada anterior como stagiaire.

## Palmarés
2018
Circuito de Valônia
2021
- 1 etapa da Settimana Coppi e Bartali
- 1 etapa da Vuelta al País Vasco

## Resultados nas Grandes Voltas
| Carreira        | 2018 | 2019 |
| --------------- | ---- | ---- |
| Giro d'Italia   | -    |      |
| Tour de France  | -    | -    |
| Volta a Espanha | -    | -    |

-: não participa 

Ab.: abandono 